# Wojciech Greffen
Wojciech Bożymir Greffen herbu Podkowa II (ur. 23 kwietnia 1759 w Rydzynie, zm. 18 czerwca 1817 w Kaliszu) – podpułkownik Wojska Polskiego, powstaniec kościuszkowski, jeden z dowódców insurekcji warszawskiej (1794). Kawaler orderu Virtuti Militari.

## Życiorys
Urodzony w wielkopolskiej Rydzynie, gdzie jego ojciec Beniamin Greffen (ur. ok. 1722 w Lesznie) był w latach 1776–1778 kapitanem 10 Regimentu Pieszego Ordynacji Rydzyńskiej.
Podobnie jak ojciec, podjął służbę w 10 Regimencie Pieszym, początkowo jako kadet (9 grudnia 1776). W grudniu 1790 otrzymał szlachectwo. Gdy w 1792 wybuchła wojna z Rosją w obronie Konstytucji majowej, był w stopniu majora. Wraz ze swoim regimentem walczył m.in. w bitwie pod Zelwą (4 lipca 1792). Po przegranej wojnie nadal służył w 10 Regimencie Pieszym. Przystał do wojskowej konspiracji przygotowującej wybuch powstania w Warszawie, gdzie razem z Józefem Zeydlitzem reprezentowali polskich jakobinów. Następnie, razem z „Działyńczykami” (tak zwano żołnierzy 10 Regimentu od nazwiska ówczesnego dowódcy Ignacego Działyńskiego) Greffen wziął udział w insurekcji warszawskiej (17–19 kwietnia 1794), gdzie obok Zeydlitza (od czerwca 1794 dowódcy 10 Regimentu Pieszego) uważany jest za jednego z wojskowych przywódców powstania w stolicy. Prawdopodobnie brał udział w kolejnych bitwach powstania kościuszkowskiego, aż do przegranej pod Maciejowicami (10 października 1794), gdzie regiment „Działyńczyków” został zniszczony.
Po upadku I Rzeczypospolitej (1795) Greffen osiadł w Kaliszu, który znalazł się w zaborze pruskim. Nie jest znana z tego okresu jego działalność publiczna lub wojskowa.
Gdy Królestwo Prus padało pod ciosami napoleońskiej Wielkiej Armii, na terenie Wielkopolski pod koniec 1806 wybuchło powstanie. Greffen mieszkał wtenczas w zabudowaniach kaliskiego Korpusu kadetów przy ulicy Babinej. W 1807, po zakończeniu działań wojennych i podpisaniu pokoju z Rosją, powstało Księstwo Warszawskie. Doszło wtedy do przeformowania pułków dotychczasowej Legii Kaliskiej i Greffen miał zostać majorem 7 Pułku Piechoty (wcześniej 3 Pułk Legii Kaliskiej) nowo powstałej polskiej armii. Jednak ostatecznie służby nie podjął, ponieważ dowódca 2 Dywizji generał Józef Zajączek w raporcie skierowanym do samego Napoleona wniósł o jego dymisję z powodu pijaństwa. Po wystąpieniu z wojska został urzędnikiem wojskowym, jako podinspektor 2 klasy.

## Życie prywatne

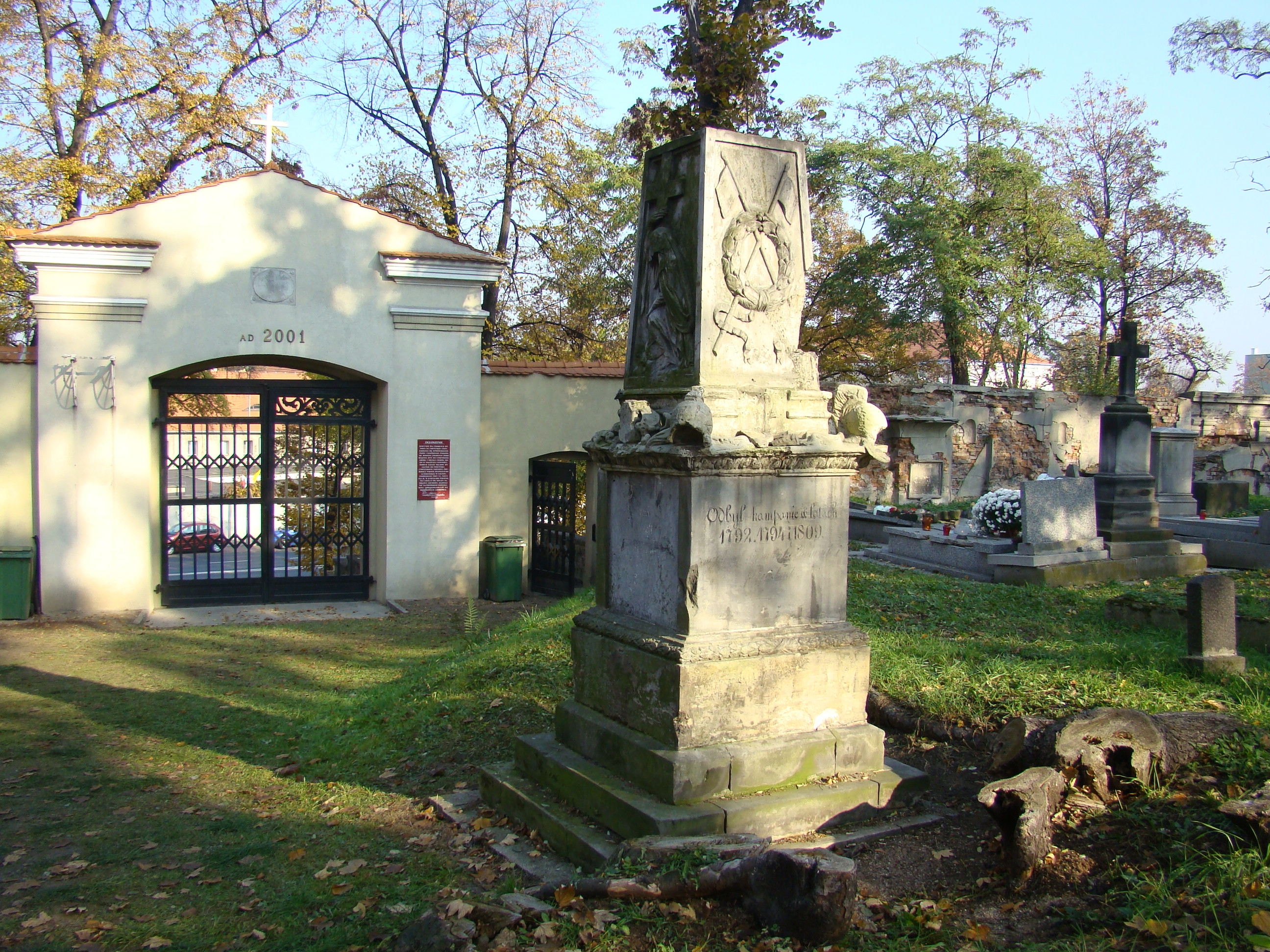
Nagrobek Wojciecha Greffena (widok od tyłu)

W 1795 roku poślubił Bogumiłę Florentynę Heilman (ok. 1769-1831), córkę Samuela, duchownego ewangelickiego z Rydzyny, i Zuzanny zd. Dörfer. Z małżeństwa pochodziło sześcioro dzieci, z czego troje zmarło w 1813 roku, wszystkie w wieku dziecięcym. Rodziców przeżyli:
- Maksymilian (1796–1864), w latach 60. XIX wieku naczelnik Głównego Zarządu Spisu i Zaciągu Wojskowego Królestwa kongresowego[1], poślubił Eleonorę zd. Kondrowską (zm. 1860)[9],
- August (1798–1875), podpułkownik Wojska Polskiego, w okresie powstania listopadowego walczył w składzie 13 Pułku Piechoty Liniowej, odznaczony krzyżem złotym orderu Virtuti Militari, po upadku powstania intendent szpitala ewangelickiego w Warszawie[1], poślubił Joannę zd. Bogusławską[9],
- Leopold (1803–1847)[d], w okresie powstania listopadowego kapitan artylerii konnej, podobnie jak starszy brat odznaczony krzyżem złotym orderu Virtuti Militari[10], po upadku powstania na emigracji we Francji, gdzie pracował jako urzędnik kolei w Dijon[3].

Wojciech Greffen zmarł 18 czerwca 1817 w Kaliszu. Został pochowany na miejscowym cmentarzu ewangelickim, jego nagrobek jest obecnie najstarszym zachowanym pomnikiem na tymże cmentarzu.

## Awanse
- kadet (1776),
- furier (styczeń 1778),
- podchorąży (sierpień 1778),
- chorąży (1779),
- porucznik (1783),
- kapitan (1790),
- major (1791),
- podpułkownik (1794)[2].